# Nokia 6020

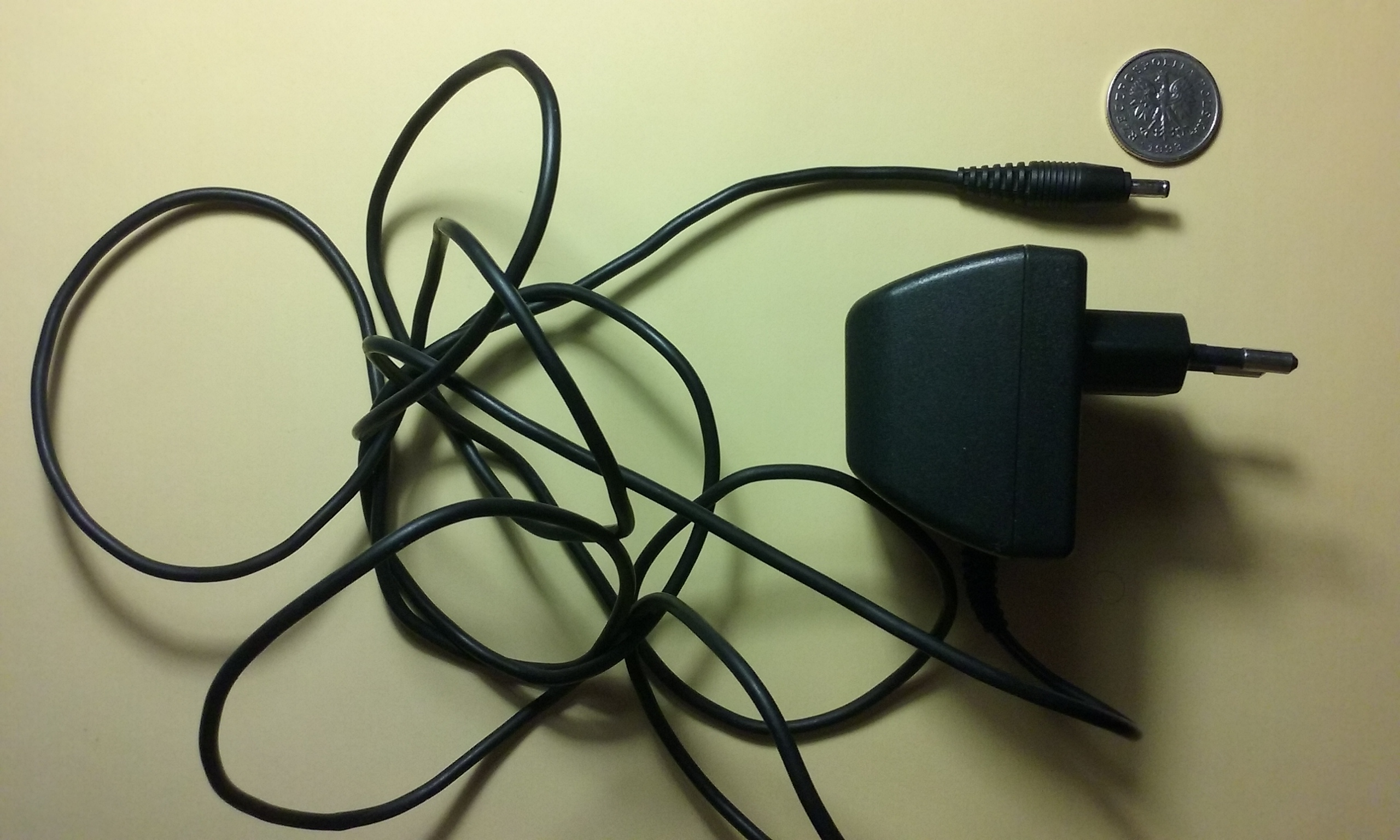
Ładowarka Nokia ACP-7E (końcówka 3,5 mm jack popularnie zwaną grubym bolcem). Najpopularniejsza ładowarka na przełomie XX i XXI wieku w Polsce

Nokia 6020 – telefon komórkowy produkowany przez fińską firmę Nokia, działający na platformie Series 40 2nd Edition, w sieci GSM 900, 1800, 1900. Różni się od Nokii 6021 jedynie tym, że posiada aparat cyfrowy, a nie ma wbudowanego modułu Bluetooth. Nokia 6020 jest zasilana przez litowo-jonową  baterię BL-5B (760 mAh), która nie wymaga formatowania. Telefon został jednocześnie zaprezentowany  na konferencji  Nokia Mobility Conference w Monako oraz imprezie  Destination Nokia w Bangkoku w Tajlandii  w listopadzie 2004 roku jako następca modelu 6030.
Cena detaliczna określona przez producenta, bez uwzględnienia dopłat i podatków, wynosiła wówczas  200 euro. W Polsce, w ciągu  następnych kilku lat model 6020  stał się jednym z najpopularniejszych telefonów komórkowych. Częściowo przez fakt, że Nokia 6020 obsługiwana jest przez  najstarszą ładowarkę, obsługującą wszystkie wcześniejsze dostępne w kraju Nokie – z końcówką 3,5 mm jack, powszechnie nazywaną „grubym bolcem”. Na całym świecie sprzedano 75 milionów  Nokii 6020

## Dodatki
- aparat fotograficzny VGA z możliwością nagrywania wideo (do 50 sekund)
- port podczerwieni (IrDA)[5]
- wysyłanie i odbiór wiadomości E-mail[6]
- wysyłanie i odbiór wiadomości multimedialnych (MMS)
- obsługa aplikacji JAVA[7]
- wbudowany modem
- transmisja danych przy użyciu technologii GPRS oraz EDGE
- funkcja Push to Talk (naciśnij i mów)[8]

## Wygląd zewnętrzny

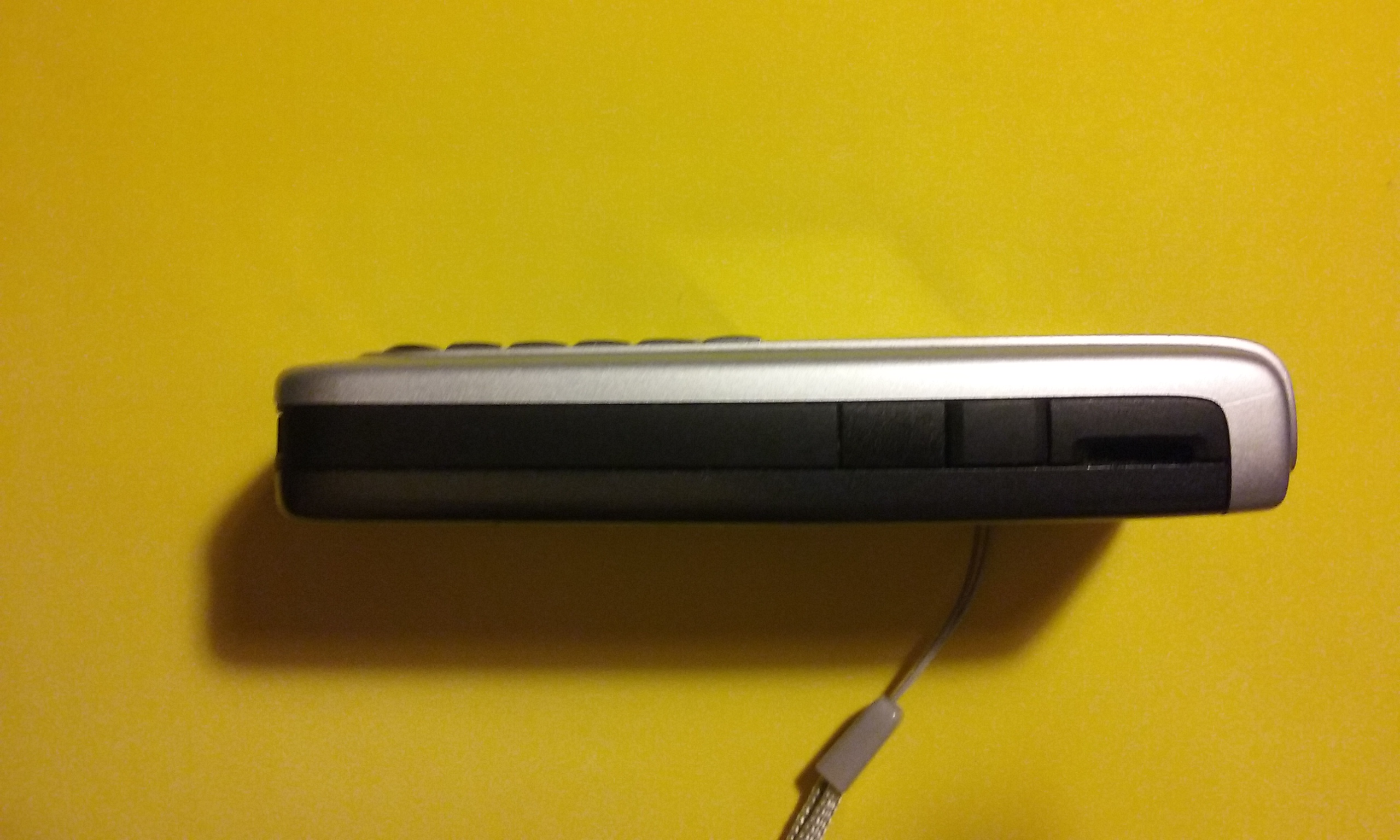
Przycisk „Naciśnij i mów” (Push and talk) na prawej krawędzi urządzenia. Tuż pod nim port podczerwieni

Nokia 6020 posiada mały joystick, służący do używania go zamiast klawiatury. Po lewej stronie telefonu znajduje się regulator głośności, a po prawej jest przycisk „Naciśnij i mów” (NIM), który służy do bezpośredniej rozmowy z danym, wcześniej skonfigurowanym odbiorcą, używając technologii VoIP. Dostępne jego kolory to grafitowy, biały i czarny.

## Cechy

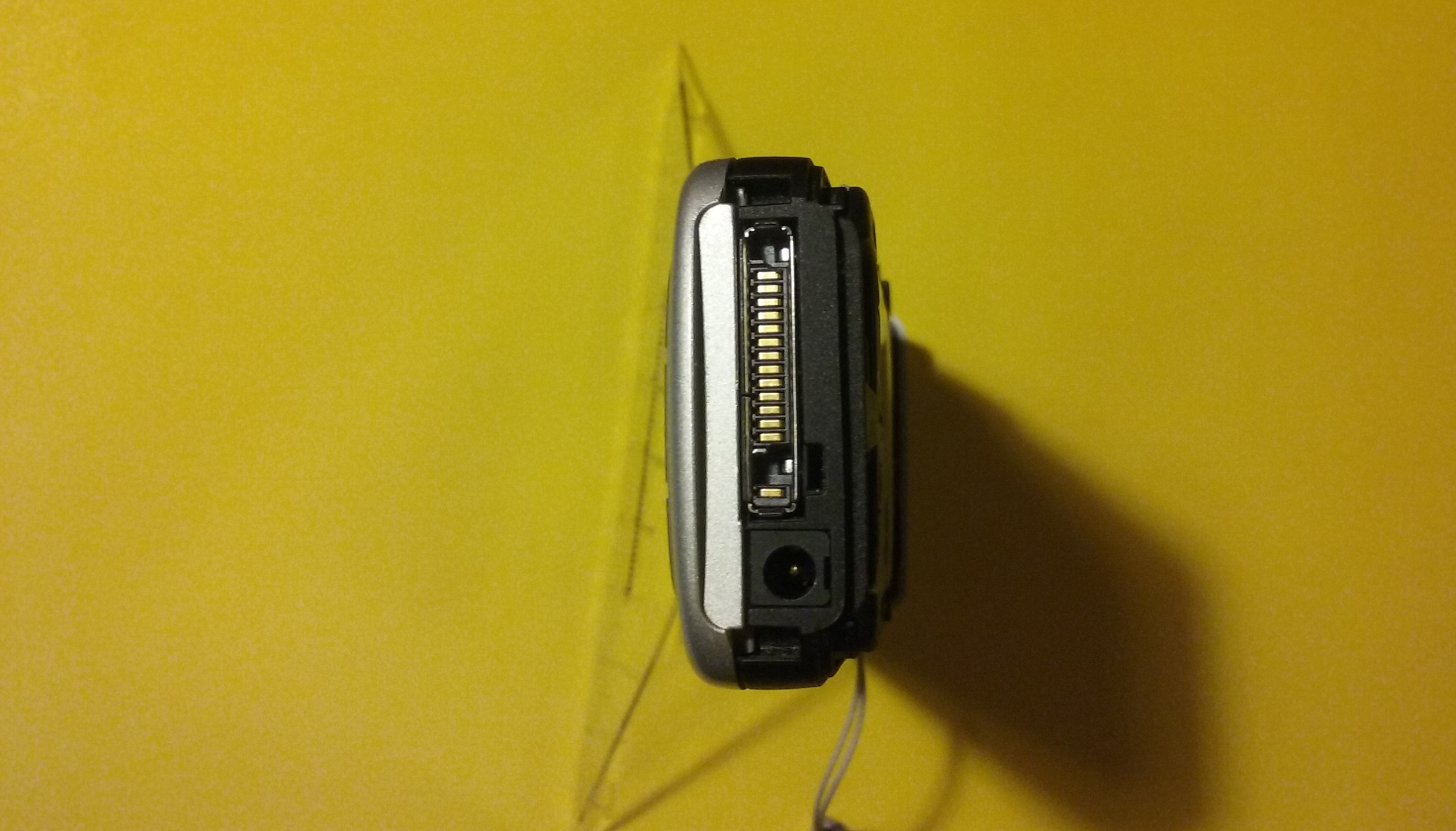
Złącza na dolnej krawędzi – zasilające (3,5 mm) i do przesyłu danych

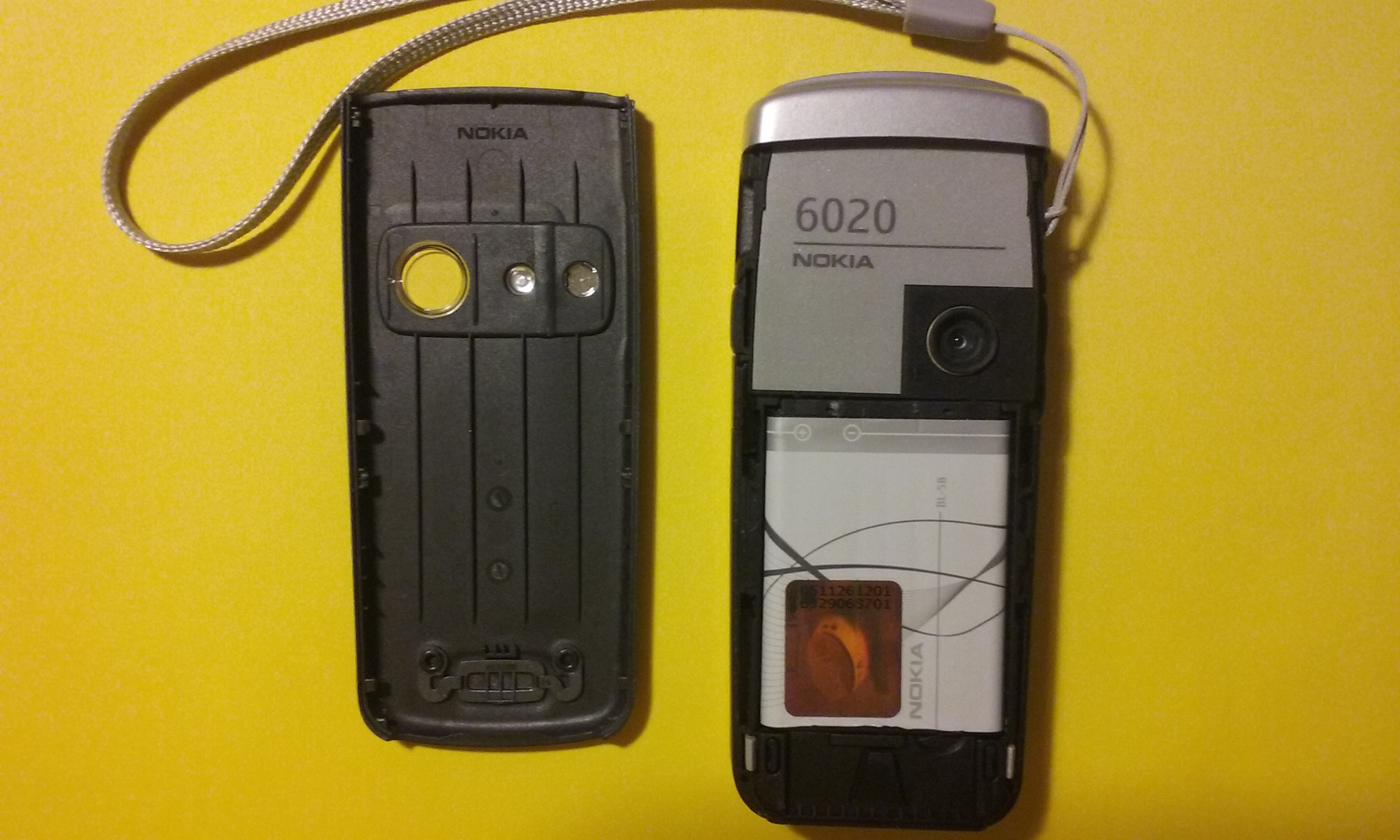
Nokia 6020 z baterią BL-5B osadzoną w urządzeniu

- Telefon posiada kalendarz, portfel, budzik, dyktafon, aparat VGA
- W telefonie mieści się ok. 1000 wpisów w książce telefonicznej
- Odtwarza pliki muzyczne w formacie: AMR, NRT, MIDI
- Odtwarza zdjęcia w formacie: JPEG, GIF, BMP
- Odtwarza filmy w formacie: 3GP[10]